# Fútbol-tenis
El fútbol-tenis o Piki Tennis (de la unión de fútbol y tenis) es un juego o ejercicio deportivo que combina aspectos de los dos deportes que forman su nombre. Se juega con una pelota de fútbol, utilizando cualquier parte del cuerpo a excepción de las manos y brazos, en similitud con el fútbol. El juego se practica en una cancha de tenis.
Existen dos variantes principales; la individual, en la que participa un jugador por cada lado, o la colectiva, en la que generalmente participan dos o tres jugadores por equipo. Un jugador puede tocar como máximo una vez la pelota, luego debe ser entregada a su compañero o simplemente pasarla al lado contrario. El máximo de pases entre los compañeros de equipo son tres. El saque tiene que ser servido (no se puede rematar). El objetivo es pasar el balón al área contraria hasta que el rival no pueda devolverlo correctamente, obteniendo un punto favorable. En el saque el bote de balón es obligatorio en el campo contrario antes de tocarlo un jugador.
Las reglas son fijadas por la Federación Internacional de Fútbol-Tenis (FIDFT), aunque en la práctica existen variantes, ya que el juego es practicado principalmente de manera informal o como ejercicio práctico en clubes de fútbol.

## Historia
El origen del deporte se remonta probablemente al año 1922, en la antigua Checoslovaquia, cuando diversos jugadores del club de fútbol Slavia Praga empezaron a practicar esta mezcla de fútbol y tenis con una pelota de fútbol. Fue en el año 1936 cuando se estableció el primer reglamento. La primera copa se disputó en 1940, y la primera liga en 1946.
En 1987 se fundó la Federación Internacional de Fútbol-tenis (FIFTA), que organiza el campeonato de Europa desde el año 1993 y el campeonato del mundo desde 1996.

## Copas mundiales
Desde 1996 la FIFA organiza copas mundiales, existiendo un torneo para varones y uno combinado para mujeres y juveniles. Los mundiales toman lugar cada dos años y se disputan campeones en cuatro categorías: simples, dobles, cross-double (dobles con campo separado para cada jugador) y triples.
Las últimas copas mundiales se realizaron en la República Checa y tuvieron lugar en noviembre del 2019.
| Categoría | Categoría    | Campeón         | Finalista       |
| --------- | ------------ | --------------- | --------------- |
| Varones:  | Single       | Argentina       | Rumanía         |
| Varones:  | Double       | Argentina       | Rumanía         |
| Varones:  | Cross-Double | República Checa | Eslovaquia      |
| Varones:  | Triple       | Eslovaquia      | República Checa |
| Mujeres   | Single       | Hungría         | República Checa |
| Mujeres   | Double       | Eslovaquia      | República Checa |
| Mujeres   | Triple       | ESPAÑA          | Eslovaquia      |

## Terreno de juego
El terreno de juego se divide en dos mitades por una red. Las líneas de base y las líneas laterales forman parte del terreno de juego. Las líneas tienen 5 + 1 cm de espesor.
Dimensiones terreno de juego:
-Individual: 8,2 (max 9) m de ancho x 12,8 cm de largo
-Doble y triple: 8,2 (max 9) m de ancho x 18,0 m de largo
El área de juego que estará disponible durante el juego tiene fronteras al menos 3 metros de la línea lateral y 3,5 m de las líneas de base del terreno de juego. Una desviación admisible de la zona de juego de nivel horizontal es 1:100. Desnivel máximo de 2 cm sin una brusca transición es permitido. La altura mínima de espacio libre por encima de la zona de juego es de 8 metros.

## La red
La red es la parte que se cuelga a lo largo del terreno de juego entre las líneas laterales. La longitud de la red puede ser definida por dos palos redondos de metal o plástico que fijan la red en las líneas. Los palos redondos son parte de la red.
Los pilares son parte de la red y se pondrán a la línea de base en plano vertical, se puede hacer extensión de los pilares añadiendo por encima de la red 2 antenas de 90-100cm. La red se tensa en ambos extremos de manera que su parte superior se extiende más de 110 cm de la superficie del terreno de juego. La altura máxima admisible de desviación de la red es de + 2 cm.
La distancia entre el borde inferior de la red y la superficie del terreno de juego no es de más de 20 cm. La altura de la red para los niños hasta los 15 años es de 100 cm. En caso de problemas con la red durante la disputa de un juego (un pilar de apoyo movido, caída de tensa de la red, etc.), y que entonces no se mantenga la altura oficial, el árbitro hará la indicación de jugar una "nueva pelota".

## La pelota
Parámetros oficiales de la pelota:
- De la construcción: encolado, 32 paneles;
- Color: en blanco y negro;
- El material: sintético (natural) de cuero;
- Peso: 396-453 g;
- Circunferencia: 680-710 mm;
- La altura de rebote: 660-720 mm;
- La hinchada: 60-65 kPa.

## Uniforme y protestas
Los jugadores de un equipo deberán utilizar uniformes de juego; si no, no se les permitirá jugar por el árbitro.

## Reglamento
Servicio:
Un servicio es ejecutado golpeando el balón con cualquier parte del cuerpo, excepto por el brazo y la mano, desde la zona de detrás de la línea de base, fuera del terreno de juego.
La forma de servir: pateando la pelota por cualquier parte permitido del cuerpo en forma de volea, después de rebotar el balón en el suelo. Ni la pelota ni los pies pueden tocar el terreno de juego (incluyendo las líneas) cuando un servicio se está ejecutando. La pelota debe ser lanzada desde la mano del jugador.
El servicio se llevará a cabo dentro de los 5 segundos desde el momento en que el árbitro da la orden para iniciar el juego. La pelota debe cruzar la red e ir al área de servicio del oponente, o tocar al oponente.
El servicio es válido incluso si la bola toca la red y luego en el área de servicio del oponente o 
toca el oponente. El servicio siempre se lleva a cabo por el equipo (jugador) que se anota un punto.
Al oponente le es permitido tocar la pelota antes de que haya tocado su área de servicio. Si se hace así, la pelota debe ser tocada una vez más por el mismo jugador (se aplica para los individuales) o por un compañero del jugador (se aplica para los dobles y triples) antes de que la pelota cruce la red.
Pelota en juego:
El número máximo de rebote de la pelota en suelo:
- Individual: 1.
- Dobles: 1.
- Triple: 1.

El número máximo de toques de balón por el jugador/equipo:
- Individuales: 2.
- Dobles: 3.
- Triples: 3.

El jugador puede tocar el balón con cualquier parte de su cuerpo a excepción de brazos y manos. Con la excepción de los individuales, al jugador no le está permitido tocar la pelota dos veces en sucesión. El número mínimo de toques del balón por el jugador antes de que la pelota cruza la red es uno y, excepto cuando se recibe el servicio inicial, el número mínimo de toques del balón es de dos.
Si se juega correctamente por el jugador, el balón puede tocar el suelo en el terreno de juego solamente. El servicio se repite ("nueva pelota") si un objeto extraño toca el balón o el terreno de juego. A ninguno de los jugadores se les permite tocar la red (incluso después de que la pelota no esté ya en juego).
La pelota es jugada correctamente sólo si se cruza la red en el terreno de juego del oponente.
Si dos jugadores opuestos tocan el balón sobre la red al mismo tiempo ( "pelota muerta") y la pelota termina fuera de la pista de juego, se repite el servicio. Si dos jugadores opuestos tocan el balón sobre la red al mismo tiempo ( "pelota muerta"), el juego continúa siempre que la pelota toque el suelo dentro de la pista de juego. En este caso, la pelota puede ser jugada por el jugador que jugó la pelota muerta.
El jugador puede tocar la pelota sobre una parte de la pista de juego del oponente, de pie o elevarse y luego aterrizar en su propio terreno de juego. El jugador sólo puede jugar el balón en su propia mitad del área de juego.
El jugador puede tocar sin querer la pierna del oponente (la parte debajo de la rodilla) con su pierna (la parte debajo de la rodilla), después de que ha jugado la pelota.
Puntuación de un punto, ganar un set y el partido:
El equipo (jugador) gana un punto si el oponente comete un error, y cada uno de estos errores significa un punto.
Todas las disciplinas (individuales, dobles y triples) se juegan hasta dos (2) sets ganados. Un juego es ganado por el equipo (jugador) que primero anota 11 puntos con una ventaja mínima de dos (2) puntos (11:9). En caso contrario el juego continúa hasta que la ventaja de dos puntos se consigue (12:10, 13:11, etcétera).
Tiempo muerto y sustitución de jugador:
Cada equipo (dobles, triples) tiene derecho a un tiempo muerto de 30 segundos por set, después de que el entrenador (jugador) lo ha pedido al árbitro. 
Cada equipo tiene derecho - a excepción de la disciplina individual - para sustituir a los jugadores dos veces por set. El árbitro tiene derecho en cualquier momento en el curso de un set de declarar "tiempo muerto del árbitro" para eliminar los obstáculos de cualquier naturaleza. Al descanso y tiempos muertos, los jugadores deben congregarse en el área designada y reservada para cada equipo (área de banquillo propia).
Errores que ocasionan la pérdida de un punto:
El equipo (jugador) pierde un punto si la pelota toca el suelo dos veces en una secuencia sin ser tocada por el jugador. El equipo (jugador) pierde un punto si el balón ha rebotado en el propio terreno de juego y atraviesa la red hacia el campo del oponente, sin haber sido tocado por el jugador.
El equipo (jugador) pierde un punto si el jugador toca la red con cualquier parte de su cuerpo. El servicio se repite si la red es tocada por los dos adversarios al mismo tiempo. El equipo pierde un punto si un jugador ha hecho uno de los siguientes errores cuando la pelota se sirve:
1. Toca bien la línea de base o una línea de banda con el balón o el pie que sostiene el peso de su cuerpo cuando un servicio se está ejecutando
2. La pelota se sirve y cuando va en la dirección del terreno de juego del oponente es tocado por un co-jugador propio
3. La bola cae fuera de la zona de servicio en el campo del oponente.
4. La pelota jugada por un jugador llega al terreno de juego del oponente sin pasar por el área de red o cae fuera del terreno de juego del rival.
5. La pelota es tocada por un jugador sobre el terreno de juego del rival y el jugador no se detiene o no cae dentro de su propio terreno de juego.
6. Cuando se juega en un pabellón: si la pelota toca una parte del pabellón o de su equipo (techo, paredes, anillas, etc), es una falta del último jugador que jugó el balón.
7. Un jugador toca o empuja a su oponente con la mano (manos).
8. Un jugador juega la pelota dos veces en una secuencia (se aplica a los dobles y triples).
9. Un jugador juega el balón sobre el terreno de juego del rival.
10. El jugador oponente toca la pelota antes de que ésta sea jugada por un jugador en su propio terreno de juego una vez haya tocado el balón el suelo.
11. Un jugador toca un jugador oponente (con la excepción de 6.11) en la pierna que se coloca a lo largo de la red.

Recepción de servicio - después de tocar el balón por un jugador antes de que ésta toque el suelo de su propia área de servicio, no puede haber un segundo toque de la pelota por el mismo jugador (se aplica para los individuales) o por un compañero del jugador antes de que la pelota cruce la red.
Faltas y sanciones:
Si un jugador supera el límite de cinco segundos para servir:
- Primer retraso: advertencia
- Segundo retraso: pérdida de punto.
Conducta antideportiva (protestas, reclamaciones; jugar deliberadamente el balón para golpear al árbitro, o jugadores, entrenadores, jefes de equipo tanto propios como de los oponentes, etc.
Patear la pelota en el terreno de juego para deliberadamente; retrasar el servicio; agredir y empujar al oponente; lenguaje ofensivo o hacer un gesto inadecuado hacia los jugadores, entrenadores, jefes de equipo tanto propios como de los oponentes, etc.:
- Por primera vez: advertencia
- Por segunda vez: la pérdida de punto.
Dependiendo de la gravedad de la conducta antideportiva (artículo 10.2), un jugador es sancionado con tarjeta amarilla o roja, y una tercera advertencia tiene como resultado la expulsión. Tras recibir la tarjeta roja el jugador debe abandonar el área de juego.
Un jugador expulsado puede ser sustituido por otro jugador (dobles, triples). En individuales, el oponente gana el partido 2:0 (11:0, 11:0) por defecto o todos los partidos en el grupo son anulados. Cuando el jugador se lesiona de manera que no puede seguir ejerciendo y su equipo no tiene más sustitutos para utilizar, el set se otorga a favor del equipo contrario. Si el árbitro es insultado por el jugador (s) o miembro (s) de la delegación oficial, el partido se otorga a favor del equipo contrario.
III. Características especiales: individual
1. Terreno y área de juego
2. Servicio
3. Pelota en juego
4. Tiempo muerto y sustitución de jugador
IV. Características especiales: doble 
1. Terreno y área de juego 
5. Servicio
6. Pelota en juego
8. Tiempo muerto y sustitución de jugador 
V. Características especiales: triple 
1. Terreno y área de juego
5. Servicio 
6. Pelota en juego 
8. Tiempo muerto y sustitución de jugador 
VI. Características especiales: mujeres, Fútbol-Tenis categorías base
2. La red 
3. La pelota
6. Pelota en juego 
12. Diversos